# Dood van een Schaduw
Dood van een Schaduw é um curta-metragem belga de 2012 dirigido por Tom Van Avermaet e produzido por Ellen De Waele. Como reconhecimento, foi nomeado ao Oscar 2013 na categoria de Melhor Curta-metragem.